# Bruno Ziegler
Bruno Ziegler (* 21. Mai 1879 in Gotha; † 8. Juli 1941 in Chemnitz) war ein deutscher Bildhauer.

## Leben
Nach einer Ausbildung bei Georg Kugel an der Zeichenschule in Eisenach und weiter bei Karl Groß in Dresden war Ziegler ab 1911 in Chemnitz ansässig und selbständig als Bildhauer tätig. Ab 1913 war er Mitglied im Deutschen Werkbund (DWB) und ab 1924 in der Künstlergruppe Chemnitz.
Das Chemnitzer Adressbuch weist ihn u. a. 1939 als Vertrauensmann des Landesleiters der Reichskammer der Bildenden Künste für die Fachgruppe Bildhauer aus.
Im März 1942 fand in der Kunsthütte Chemnitz eine Gedächtnis-Ausstellung statt.

## Werke (Auswahl)
- Ausgestaltung der Lutherkirche in Neuwürschnitz
- Krieger-Ehrenmal in Hainichen
- 1923: Gefallenen-Ehrenmal in der evangelischen Heilandskirche in Lauterbach (Marienberg)[1]
- um 1924: Gestaltung der Familiengruft des Fabrikanten A. Robert Wieland in Auerbach (Erzgebirge) (mit Skulptur „Mutter Erde“)[2]
- 1925: Ehrenmal für die Gefallenen und Vermissten des Ersten Weltkriegs im Kirchhof der Stadtkirche Olbernhau
- 1926: Grabmal für den Unternehmer und Bäcker Emil Reimann in Chemnitz
- 1926: Reliefs am Gebäude der Deutschen Bank AG in Chemnitz, Falkeplatz (Verkörperungen von Industrie, Handel, Architektur sowie Land- und Forstwirtschaft)
- um 1926: figürlicher Taufstein in der evangelischen Lutherkirche in Neuwiese[3]
- 1928: Glockenturm als Kriegerehrung auf dem Friedhof in Lauter (Erzgebirge)[3][4]
- figürliche Ausgestaltung des Stadtbades Chemnitz (zum Beispiel Fahnensockel mit den dazugehörigen Wassertiergruppen am Eingangsbereich)
- allegorische Figuren am Eingangsportal des Verwaltungsgebäudes der Sächsische Maschinenfabrik AG vorm. Richard Hartmann in Chemnitz, Hartmannstraße 24 (heute Polizeidirektion)
- Figuren des alten Glockenspiels in Chemnitz
- um 1929: Relief, Türgewände, Keramik (Eingangsportal) am Realgymnasium in Chemnitz (heute Georgius-Agricola-Gymnasium Chemnitz)[3]
- 1933: Ehrenmal für die im Ersten Weltkrieg gefallenen Mitarbeiter der Stadtverwaltung im Chemnitzer Rathaus
- 1933: Ehrenmal:"Ich hatt`einen Kameraden", für die Gelenauer Gefallenen im Ersten Weltkrieg, im Kirchgarten Gelenau
- Kriegsgedenkstein am Gebäude der Vereinsbank in Coburg
- 1935: Profilrelief des Fabrikanten A. Robert Wieland, (Bronze, Privatbesitz)

## Bildergalerie

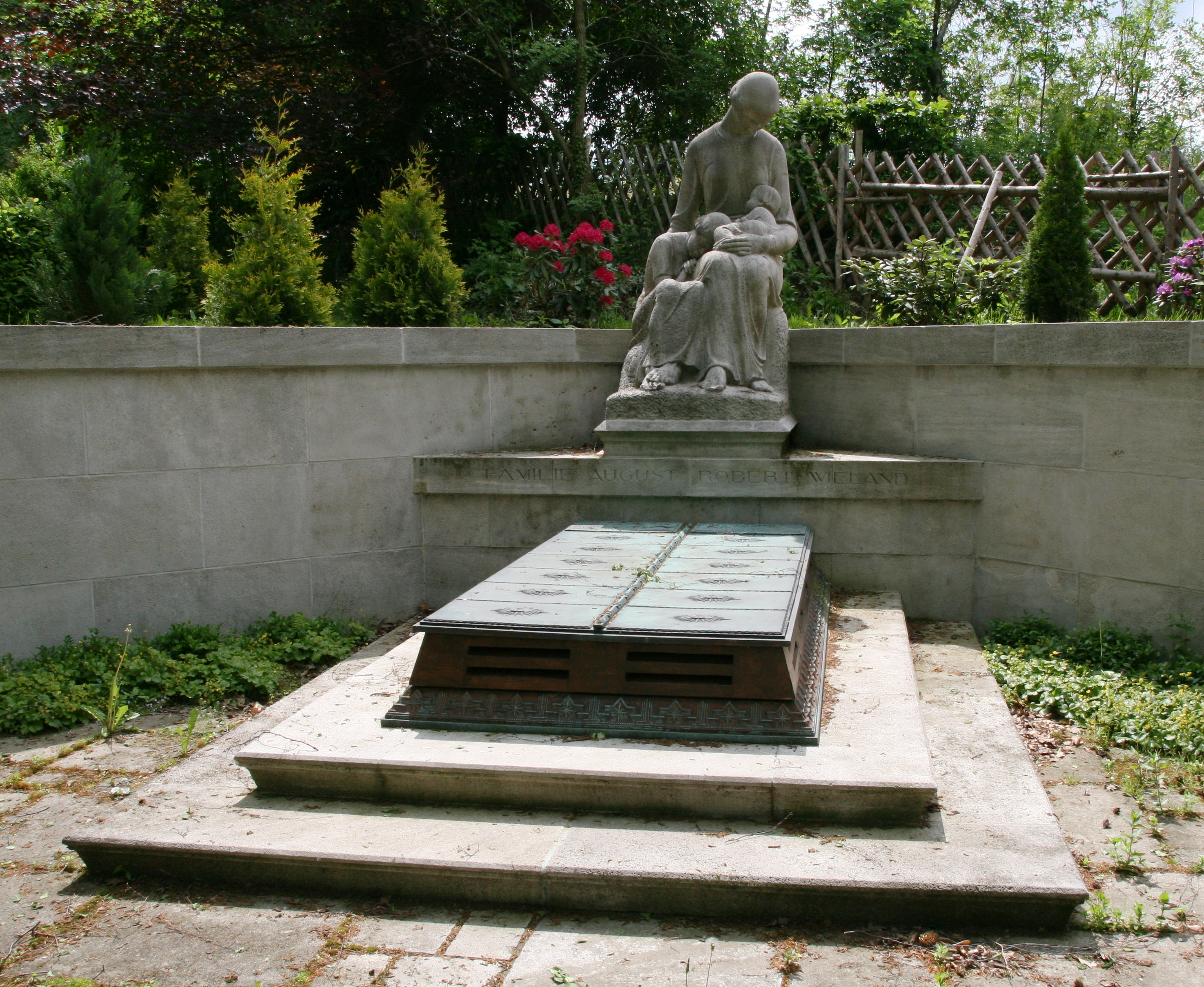
Grabmal Wieland in Auerbach
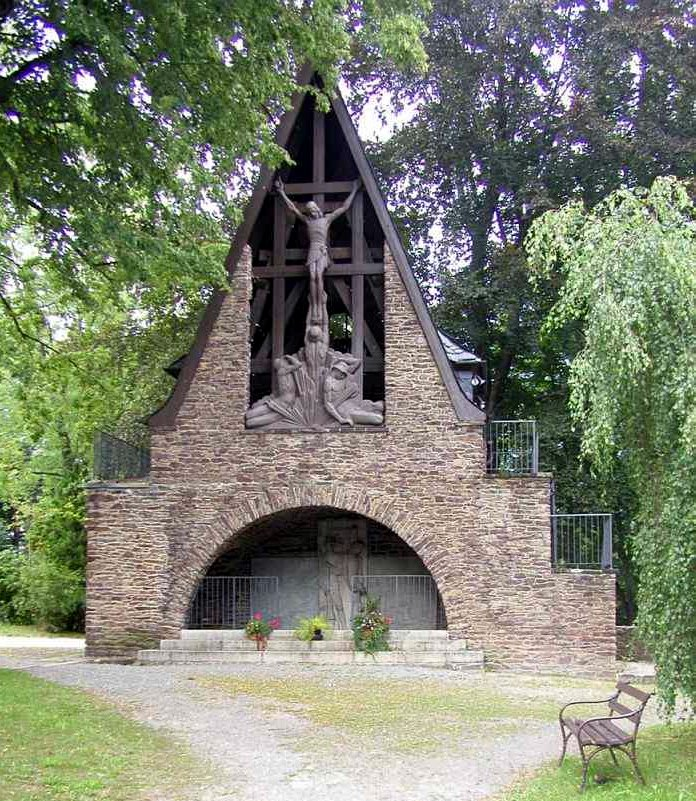
Kriegerehrung in Lauter
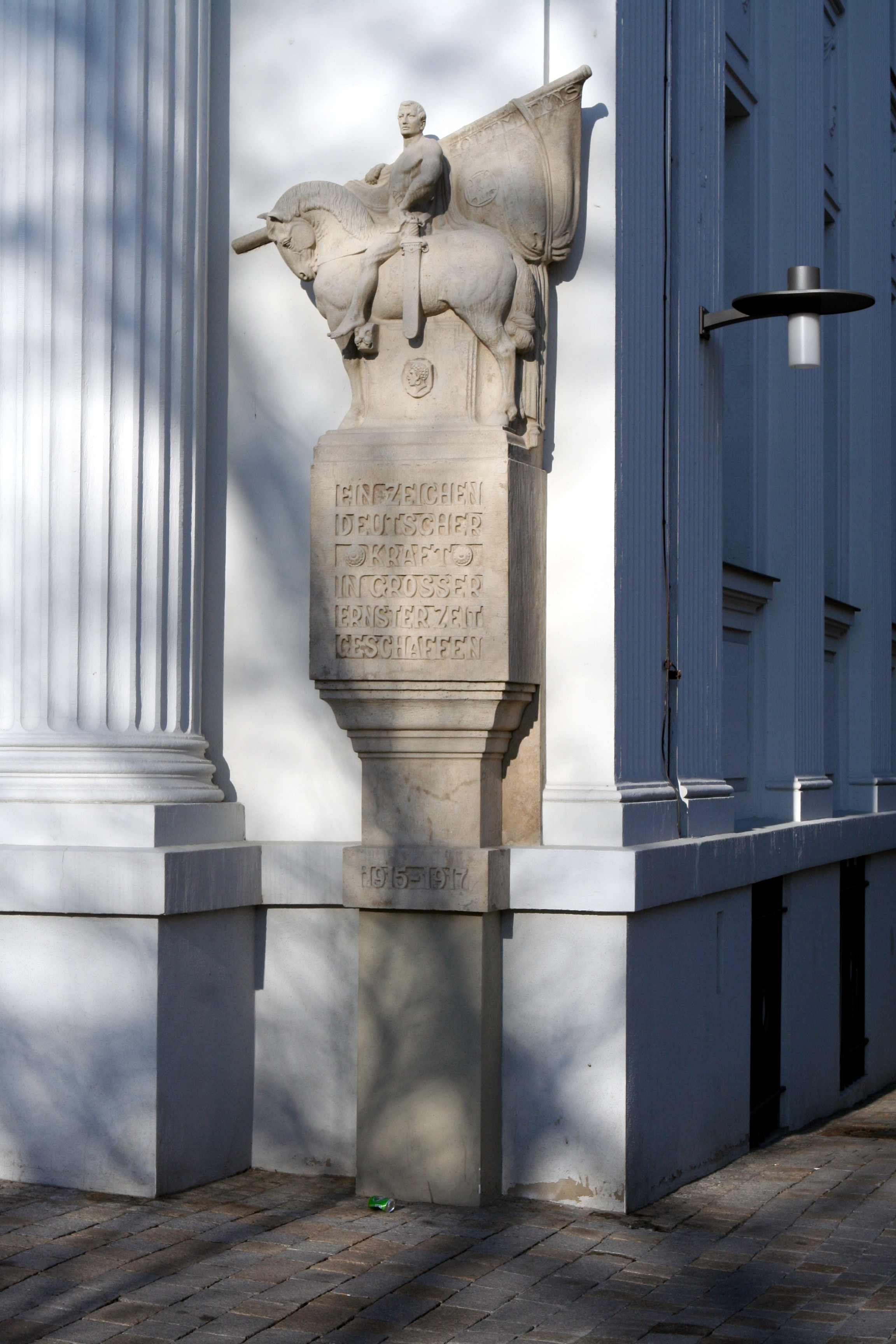
Kriegsgedenkstein in Coburg